# Flora van Costa Rica

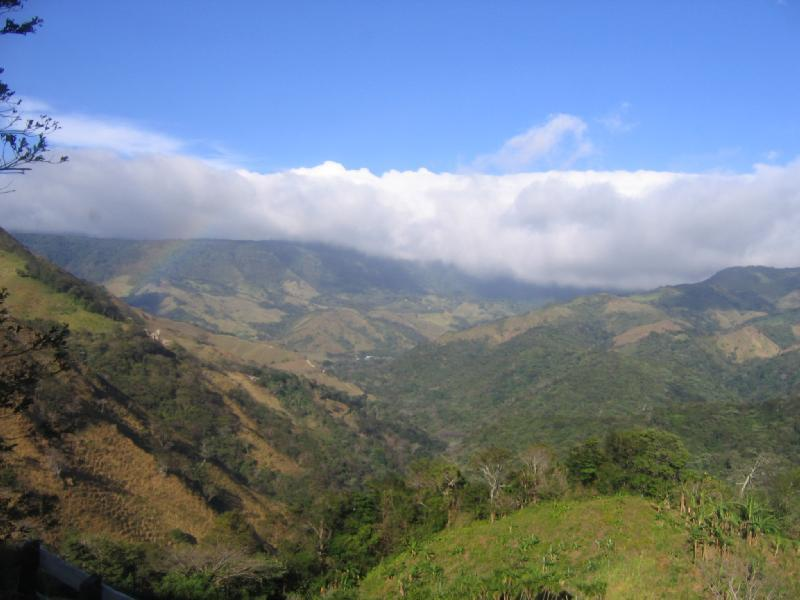
De nevelwouden van Monteverde.

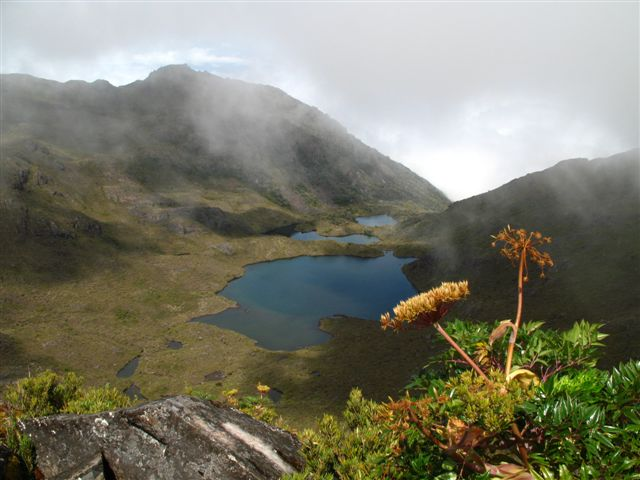
De páramo.

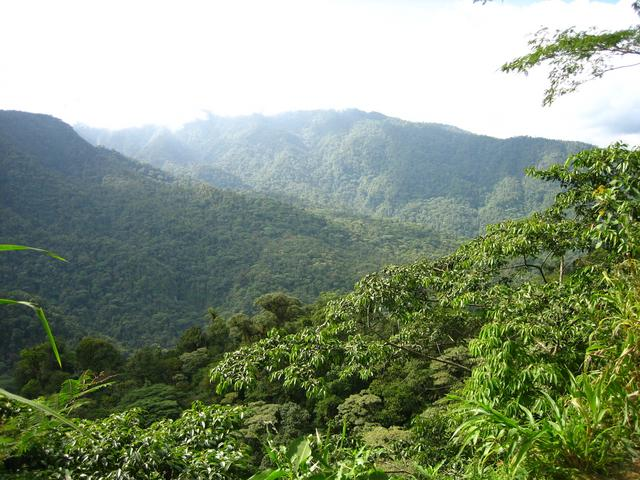
Regenwoud in Nationaal park Braulio Carrillo.

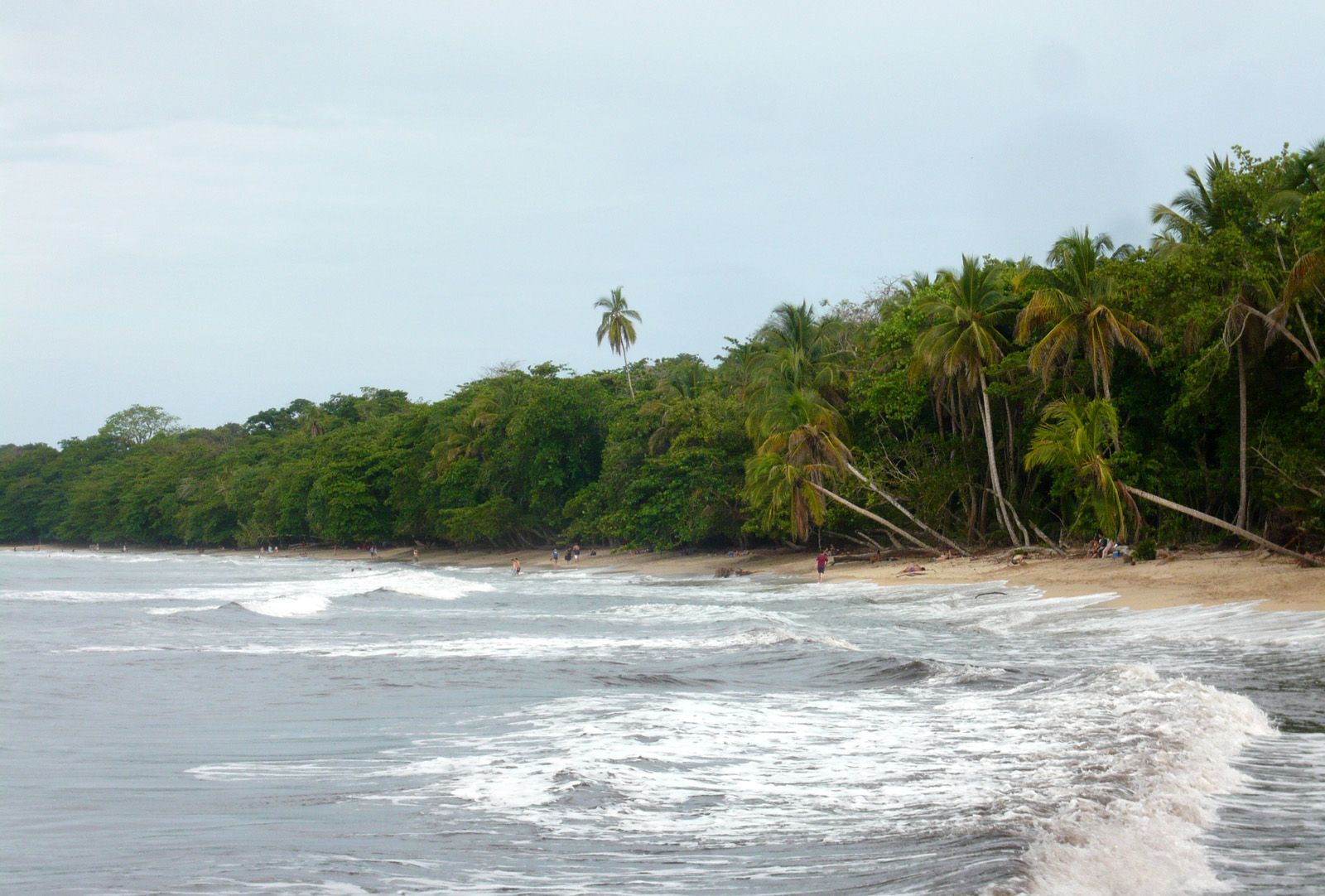
Kustbos in Nationaal park Cahuita.

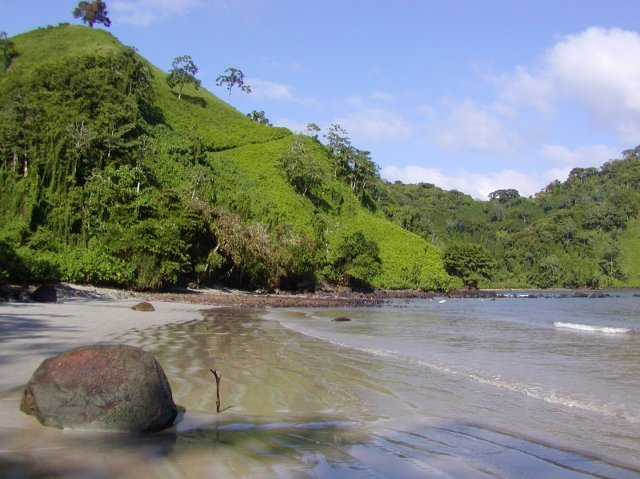
Isla del Coco.

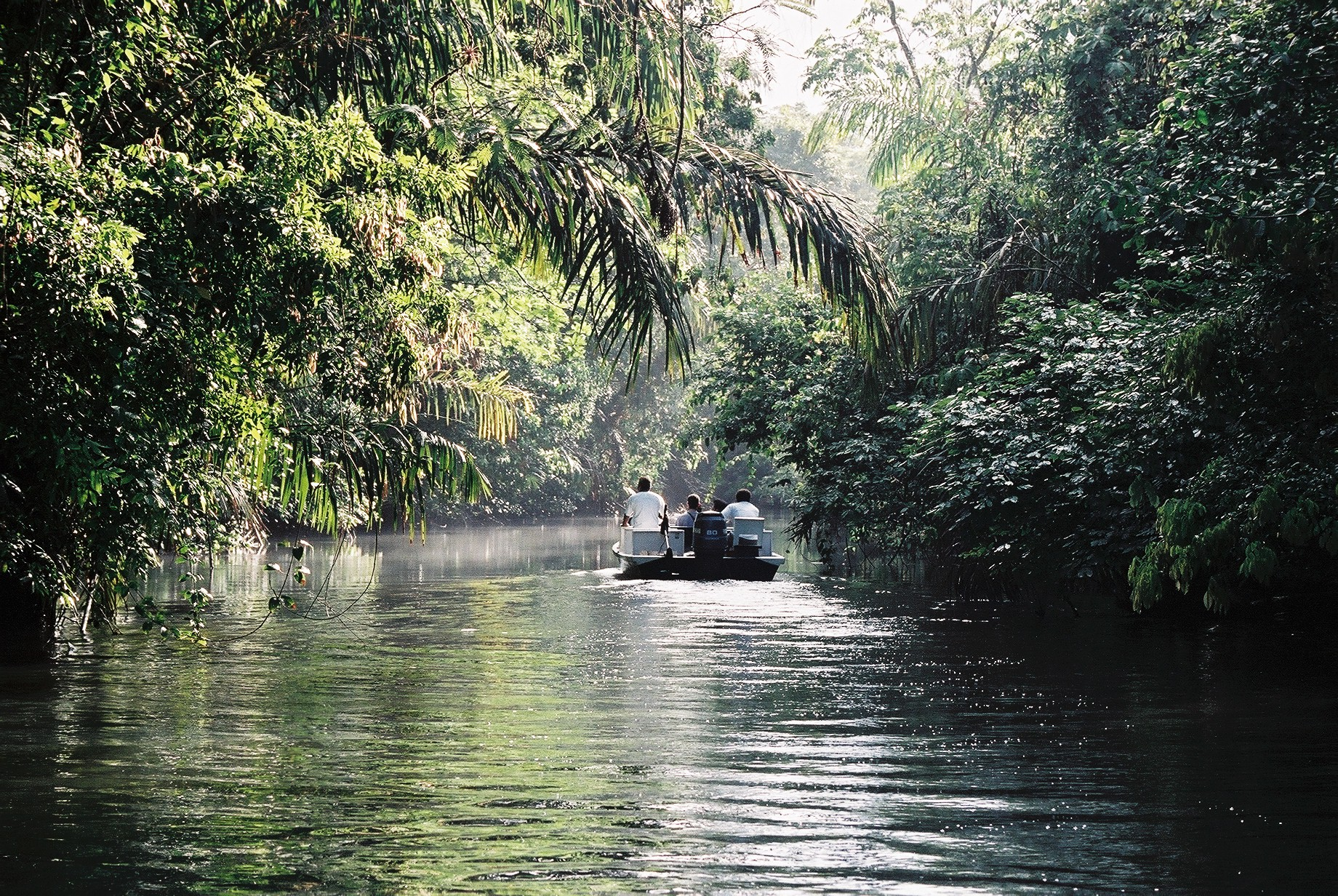
Vloedbossen in Tortuguero.

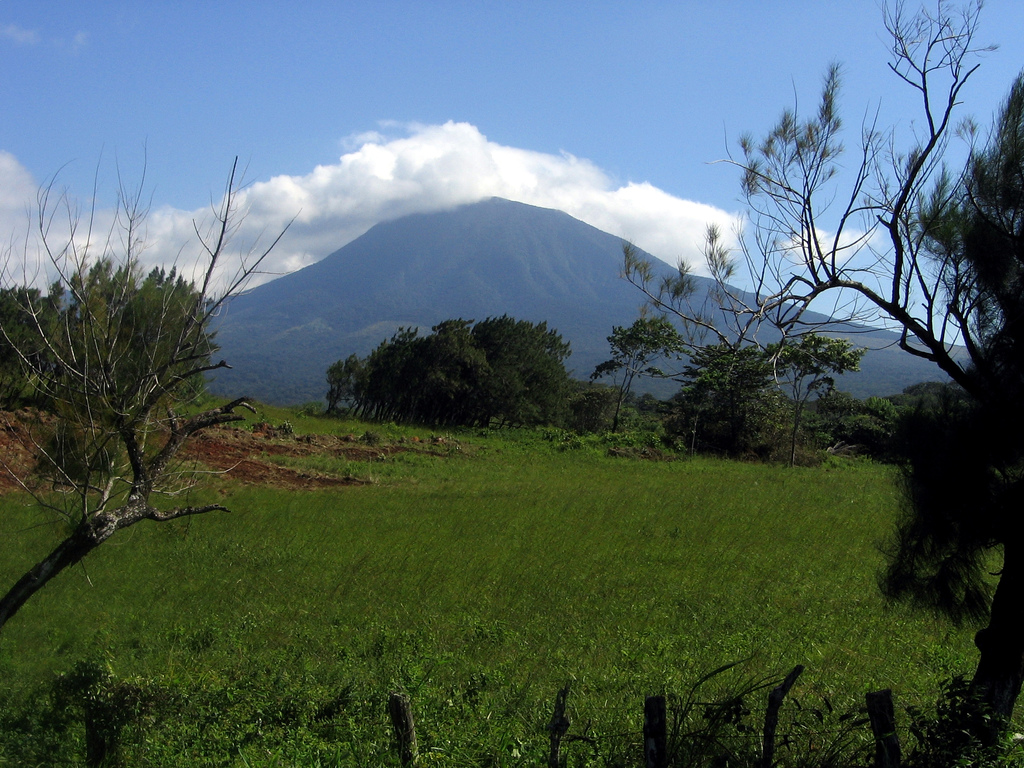
Droogbossen in Guanacaste.

In Costa Rica  komen ruim 12.000 verschillende plantensoorten voor. Elke hoogtetrap van het land heeft zijn eigen ecosystemen, planten en dieren. Van 0 tot 500 meter boven zeeniveau is dat het tropisch regenwoud, van 500 tot 1500 meter het tropisch bergbos en van 1500 tot 3000 meter het nevelwoud. Daarboven, op de hoogste delen van het land, ligt de páramo. Voorwaarde voor het ontstaan van regenwouden in een jaarlijkse neerslag van minimaal 2000 mm. Bij minder neerslag ontstaan droogbossen en savannes.

## Mangrovebossen
Mangrovebossen zijn uitsluitend in brakwatergebieden te vinden waar getijden werkzaam zijn, zoals rivierdelta's en langs de kust, en ze worden daarom ook wel getijdenbossen genoemd. Door de getijden worden deze gebieden regelmatig overspoeld en is de grond zout. Mangrovebossen kunnen zich overal vestigen langs lage en vlakke tropische kusten met zoute slikgronden, warm zeewater en een niet te sterke golfslag. In de mangrovebossen komt een grote variatie in plantensoorten voor. De echte mangrovebomen behoren tot een zestiental families met in totaal meer dan vijftig soorten, waarvan de rode mangroveboom (Rhizophora mangle) in Costa Rica een van de algemeenste soorten is. Andere mangrovesoorten in Costa Rica zijn de witte mangrove (Laguncularia racemosa), de zwarte mangrove (Avicennia germinans) en de buttonwood (Conocarpus erectus). In vergelijking met de bomen in het gewone tropische regenwoud worden mangrovebossen nooit echt hoog. De stammen van de mangrovebomen blijven tamelijk dun. De bomen staan min of meer op stelten door de vele luchtwortels die zich uiteindelijk in de bodem boren. Met hun uitgebreide wortelstelsel remmen mangrovebomen de erosie in het kustgebied. Deze bomen kunnen zoutophoping tegengegaan en daarom kunnen ze in tegenstelling tot de meeste planten in door zeewater overspoelde gebieden groeien. Rondom mangrovebossen bevinden zich op verschillende plekken zoutmoerassen, die gedomineerd worden door Acrostichum-varens en riet.

## Stranden
Er zijn enkele verschillen tussen de zee aan de Caribische (Atlantische) en de Pacifische zijde van Costa Rica. De Caribische Zee heeft een relatief hoog zoutgehalte, een beperkt niveauverschil tussen eb en vloed (ongeveer 0,6 meter) en het grootste deel van het jaar een goede helderheid met uitstekend zicht onder water door een beperkte hoeveelheid opgeloste deeltjes. Het zoutgehalte van de Grote Oceaan is lager en het water is warmer in vergelijking met de Caribische Zee. Ook het niveauverschil tussen eb en vloed is met ongeveer 3,6 meter groter aan de Pacifische zijde. De Caribische en Pacifische strandvegetatie bestaat voornamelijk uit grassen zoals baardgras (Andropogon littoralis), struiken zoals de ikakopruim (Chrysobalanus icaco) en enkele boomsoorten, waaronder de manzanilla (Hippomane mancinella), de tropische amandelboom (Terminalia catappa) en de kokospalm (Cocos nucifera). In de Caribische kustgebieden is ook de stranddruif (Coccoloba uvifera) een algemene plant.

## Vloedbossen
De wortels van vloedbossen staan een deel van het jaar onder water. In de regentijd treden de rivieren buiten hun oevers, voor zover er van oevers gesproken kan worden aangezien niet duidelijk waar die precies liggen. De rivier bestaat uit een wirwar van waterlopen, die in de drogere maanden beter te herkennen zijn dan in de regentijd, wanneer het waterniveau metershoog staat en de wouden tot hoog tegen de stammen blank staan. Een karakteristieke boomsoort in de vloedbossen is de waterpalm of yolillo (Raphia taedigera). De bossen direct langs de rivieroevers worden wel aangeduid als galerijwouden. Algemene soorten in deze bossen zijn de regenboom (Albizia saman), de spiny cedar (Bombacopsis quinatum) en de Panamese stinkboom (Sterculia apetala).

## Terra firma-regenwouden
Met de Braziliaanse term "terra firma", wat staat voor "(bossen op) stevige grond", worden de regenwouden bedoeld die groeien op grond die zo hoog ligt dat het ook in de regentijd droog blijft. In de terra firma-regenwouden wordt de hoogste biodiversiteit van planten en dieren op Aarde gevonden.
Men kan het in regenwoud etages onderscheiden. De bovenste verdieping is 45 tot 60 meter boven de bodem en bestaat uit de dichte kruinen van de woudreuzen die een doorsnede van wel dertig meter kunnen hebben. De hoogste bomen van het woud zijn de woudreuzen die met een hoogte tot zestig meter hoog boven het dichte bladerdak uitsteken.
De klimatologische omstandigheden boven het bladerdak verschillen sterk van die op de bodem. In feite heerst rond de kruinen van de hoogste bomen een woestijnklimaat: de zon schijnt ongehinderd op de bladeren, de luchtvochtigheid is er laag en het waait er vaak stevig. Deze combinatie leidt gemakkelijk tot uitdroging en woudreuzen beschikken over speciale aanpassingen om deze omstandigheden te kunnen weerstaan. De benodigde steun gezien de grote hoogte en de blootstelling aan de wind verkrijgen de woudreuzen door plank- of steltwortels. De kroonlaag van de dertig tot vijftig meter hoge bomen vormt het voor een regenwoud kenmerkende dichte bladerdak. Dit bladerdak profiteert het meest van regen en zonlicht en tegelijk sluit het de onderliggende etages zodanig af dat er een soort broeikas ontstaat met een enorme luchtvochtigheidsgraad.
De middelste etage is gereserveerd voor bomen met een gemiddelde hoogte tot dertig meter en hun epifyten zoals bromelia's, varens en orchideeën groeien op de stammen en takken.
Op de onderste etage zijn de leefomstandigheden het moeilijkst. Hier dringen zonlicht en regen maar spaarzaam door en is de begroeiing minder dicht en uitbundig dan over het algemeen gedacht wordt. De struik- en kruidlaag is wel zeer dicht op plaatsen waar gaten zijn gevallen in het bladerdak door het omvallen van woudreuzen.
Verschillende palmsoorten groeien in de laaglandregenwouden, waaronder de Amerikaanse oliepalm (Elaeis oleifera), de coyol (Acrocomia vinifera), perzikpalm (Bactris gasipaes), de sombreropalm (Carludovica palmata) en de koningspalm (Attalea rostrata). Andere bomen in de terra firma-regenwouden zijn de koningsceder (Cedrela fissilis), de olieboom (Pentaclethra macroloba), de Panamese rubberboom (Castilla elastica), de sapodilla (Manilkara chicle), waarvan het melksap de basis is van natuurlijke kauwgom, de rode tempelboom (Plumeria rubra, 'red jasmine' in het Engels), de limoenes (Zanthoxylum tagara), de "bully tree" (Hieronyma alchorneoides), de krappa (Carapa guianensis), de "sandbox tree" (Hura crepitans) en de "butternut tree" (Caryocar costaricense).

## Bergbossen
De overgang tussen de terra firma-regenwouden en de nevelwouden verloopt op veel plaatsen vloeiend met een geleidelijke aanpassing van de flora en fauna. Deze bergbossen zijn te verdelen in drie niveaus. Het eerste niveau loopt tot 1200 meter hoogte met als karakteristieke vegetatie onder meer de knoflookboom (Cordia alliodora), de witte gomboom (Bursera simaruba) en de zwarte ceder (Cedrela tonduzii). Het tweede niveau is te vinden van 1200 tot 1400 meter hoogte. Hier groeien onder andere de witte cipres (Podocarpus macrostachyus) en de Amerikaanse conifeer (Podocarpus oleifolius). Het derde  niveau ligt vanaf 1400 meter hoogte en dit deel van het bergbos vertoont sterke overeenkomsten met de nevelwouden wat betreft vegetatie met onder meer epifyten van het genus Tillandsia. Andere planten op dit niveau zijn de schoenmakersboom of nance (Byrsonima crassifolia), de grote copey (Clusia major), de Midden-Amerikaanse magnolia (Magnolia poasana), vijgenbomen (Ficus ssp.) en bromelia's (Aechmea ssp.). Op sommige plaatsen echter domineren naaldbossen en eikenbossen de overgang tussen de terra firma-regenwouden en de nevelwouden. Coniferen, dennen (Pinus) en eiken, zoals Quercus oleoides en Q. costaricensis die tot vijftig meter hoog kunnen worden, overheersen in deze bossen. Naast deze bomen vindt men er ook tropische bamboes in de ondergroei.

## Nevelwouden
Nevelwouden bedekken de hellingen, heuvels en bergen van de centrale bergketens, vanaf ongeveer 1500 meter boven de zeespiegel. De grens tussen de bostypen is vloeiend en de indeling hangt af van lokale invloeden en de gebruikte criteria. In het nevelwoud is het niet alleen vochtig door de grote hoeveelheid regen die er valt, maar vooral ook door het vocht uit de warme opstijgende lucht dat op grotere hoogte tot waterdamp condenseert. De nevelwouden liggen in de gematigde klimaatzone en ze zijn vaak permanent in wolken gehuld. Mistflarden omhullen de bomen en bevochtigen de mossen, korstmossen en vele andere planten die van de boomtakken afhangen. Door de hoge luchtvochtigheid is de flora in de nevelwouden erg uitbundig en gevarieerd. In tegenstelling tot het regenwoud is de onderste etage dichtbegroeid en zijn de bomen minder hoog. Rond de 2500 meter hoogte worden de bomen nog maximaal 25 meter hoog. Onder meer de copal (Protium copal) en de witte zapote (Casimiroa edulis) groeien in de nevelwouden. Opvallend zijn de talrijke epifyten, varens en mossen. Een van de opmerkelijkste kruidachtige planten is de sombrilla de pobre (Gunnera insignis), de "paraplu van de armen". Een bijzonder type nevelwoud is het dwergbos of elfin forest, waarvan de flora bestaat uit kleine gedrongen bomen zoals dwergcipressen en dwergceders. Bromelia's en andere epifyten zijn ook in dit type nevelwoud erg algemeen.

## Páramo
Boven de boomgrens, die op ongeveer 2800 tot 3000 meter hoogte begint, ligt de páramo of andiene weide. De zogenoemde subpáramo vormt de overgang tussen de lager gelegen bosgebieden en de daadwerkelijk páramo en dit gebied wordt gedomineerd door de dwergbamboesoort Chusquea subtessellata en struikgewas tot maximaal drie meter hoog. Op de páramo zelf is met uitzondering van lage struiken, grassen en mossen zo goed als geen begroeiing. Zie ook: Talamanca-páramo.

## Droogbossen en savannes
In de drogere delen van Costa Rica is er een duidelijk onderscheid tussen het droogseizoen en het regenseizoen. Dit heeft grote gevolgen voor de lokale flora. Niet de altijd-groene regenwouden overheersen in deze gebieden, maar regengroene bossen en grasvlakten. 
Vegetatie uit de droogbossen omvat de wilde katoenplant (Cochlospermum vitifolium), de guanacaste of olifantsoorboom (Enterolobium cyclocarpum), de bullhorn acacia (Acacia cornigera), de rosewood (Dalbergia retusa), de Pacifische mahonieboom (Swietenia humilis), de gele mombinpruimboom (Spondias mombin), de zwarte laurier (Cordia gerascanthum), de granadillo (Platymiscium pinnatum), de bergtamarinde (Lysiloma divaricatum) en de bastaardceder (Guazuma ulmifolia). 
Grassen zoals het jaraguagras (Hyparrhenia rufa) domineren op de savannes. De savanne-eik (Tabebuia rosea) kan tot dertig meter hoog worden en het is een van de prominenste bomen op de savannes. Andere plantensoorten van de savannes zijn de Mexicaanse kalebasboom (Crescentia alata), de honderdjarige agave (Agave americana), de reuzenyucca (Yucca elephantipes), cactussoorten uit het genus Cereus en grote struiken als de divi-divi of nacascol (Caesalpinia coriaria) en de mesquite (Prosopis juliflora).

## Open zoetwatermoerassen
De open zoetwatermoerassen bestaan uit langzaam stromende rivierlopen met omliggend gebied. Het verval in de rivierlopen is zo gering, dat de stroming vaak niet waar te nemen is. Juist het feit dat het water langzaam stroomt is van groot belang, want het dient vooral in de droge tijd als spaarbekken. De waterlelievlaktes en de rietgrasgebieden, ook wel aangeduid als carrizal, zijn de belangrijkste typen open moerassen. Verschillende soorten waterlelies (genus Nymphaea) en waterhyacinten (Eichhornia crassipes) bedekken de wateren van de waterlelievlaktes. In de vochtige laaglanden van Costa Rica groeien meren snel dicht vanaf de oevers, waarbij uiteindelijk een waterlelievlakte ontstaat. Er zijn in Costa Rica dan ook slechts een aantal grote meren met permanent open water. Meren in berggebieden of in vulkaankraters hebben vaak wel stukken permanent open water. In de rietgrasgebieden, grotendeels bedekt met riet en verwante soorten als de grote lisdodde (Typha latifola), liggen her en der verspreid beboste stukken met onder de grootbladmahonieboom (Swietenia macrophylla) en de alligatorappelboom (Annona glabra), en lagere begroeiing, die onder andere uit varens bestaat.

## Isla del Coco
De flora van Isla del Coco in de Grote Oceaan verschilt enigszins van de flora van het vasteland en eilanden nabij de kust. Laaglandregenwoud is ook op Isla del Coco de oorspronkelijke vegetatie. Tot de algemeenste flora behoren de kokospalm (Cocos nucifera), de paarse koraalboom (Erythrina fusca) en boomvarens als Cyathea armata en Danaea media. Ook groeien er enkele endemische plantensoorten op Isla del Coco.